# Samvetsgrannhet
Samvetsgrannhet är ett personlighetsdrag som kretsar kring att vara noggrann eller flitig. Samvetsgrannhet förutsätter en vilja att utföra sina uppgifter på ett bra sätt och att ta förpliktelser inför andra människor på allvar. Samvetsgranna personer tenderar att vara effektiva och välorganiserade, i motsats till att vara lättsinniga eller ha bristande ordning. De har en tendens till att ha självdisciplin, att agera plikttroget och att sträva efter resultat; de uppvisar snarare ett planerat beteende än ett spontant sådant, och de är vanligen tillförlitliga. Detta tar sig uttryck i karakteristiska beteenden som att vara ordningsam och systematisk; även inräknat faktorer som försiktighet, att ha sinne för detaljer och att vara eftertänksam (tendensen att tänka efter noga innan man agerar).
Samvetsgrannhet är en av de ingående egenskaperna i både Femfaktormodellen och HEXACO-modellen, två modeller för personlighetstyper, och är en aspekt av det som traditionellt har kallats för att "ha karaktär". Samvetsgranna personer är i regel arbetsamma och pålitliga. I de mer extrema fallen kan de även vara "arbetsnarkomaner", perfektionister eller uppvisa en tvångsmässighet i beteendet. Individer som i personlighetstester får låga poäng för samvetsgrannhet brukar ha en avslappnad attityd, vara mindre målinriktade samt mindre motiverade av framgång. Dessa har även en större benägenhet att ägna sig åt antisocialt eller kriminellt beteende.
God samvetsgrannhet kan vara en bidragande faktor till akademisk och professionell framgång, samt ökad livslängd.
Studier visar att samvetsgrannhet är ett drag som är åtskilt från övrig intelligens, och kan bland annat förklara varför hög IQ inte alltid är korrelerat till god akademisk och professionell framgång.[källa behövs]